# Anacanthobatidae
Gli Anacanthobatidae sono una famiglia di pesci cartilaginei marini appartenenti all'ordine Rajiformes.

## Distribuzione e habitat
Le specie della famiglia sono diffuse nell'Oceano Atlantico occidentale, nei mari sudafricani e in quelli di Taiwan, a latitudini tropicali o subtropicali. Vivono in acque abbastanza profonde, sulla scarpata continentale.

## Descrizione
Queste razze sono tipiche per avere una protuberanza posta all'apice del muso da cui si diparte un filamento più o meno lungo. Cinque paia di aperture branchiali in posizione ventrale, di piccole dimensioni. La pelle sul disco è liscia e priva di dentelli dermici sia sulla superficie ventrale che su quella dorsale. Pinne dorsali assenti. La coda è sottile e lunga quasi quanto il disco, ha una pinna caudale all'apice. Taglia piccola, che raggiunge al massimo i 79 cm.

## Specie
- Genere Anacanthobatis
  - Anacanthobatis americana
  - Anacanthobatis donghaiensis
  - Anacanthobatis folirostris
  - Anacanthobatis longirostris
  - Anacanthobatis marmorata
  - Anacanthobatis nanhaiensis
- Genere Indobatis
  - Indobatis ori
- Genere Sinobatis
  - Sinobatis borneensis
  - Sinobatis bulbicauda
  - Sinobatis caerulea
  - Sinobatis filicauda
  - Sinobatis melanosoma
  - Sinobatis stenosoma[2]